# Denis Twitchett
Denis Twitchett (Londres, 1925-Cambridge, 2006) fue un sinólogo e historiador británico.

## Biografía
Nació en Londres, el 23 de septiembre de 1925. Falleció el 24 de febrero de 2006 en Cambridge. Entre sus obras se encontraron, además de las ediciones de The Cambridge History of China junto con John K. Fairbank, y de The Times Atlas of China, junto a P. J. M. Geelan, títulos como Financial administration under the T'ang dynasty (1963), Printing and Publishing in Medieval China (1983) y The Writing of Official History under the T'ang (1992).